# غلام‌رضاخان وقارالملک
غلام‌رضاخان وقارالملک سیاست‌مدار ایرانی بود، که در  دوره چهارم  به‌عنوان نماینده دزفول در مجلس شورای ملی حضور داشت.